# Titularbistum Bardstown
Bardstown (lat. Bardensis) ist ein Titularbistum der römisch-katholischen Kirche.
Das Bistum, in den USA gelegen, wurde am 8. April 1808 aus Gebieten der Diözese Baltimore begründet und bereits am 13. Februar 1841 aufgehoben und durch das Bistum Louisville ersetzt. 1821, 1834 und 1837 gab es weite Diözesangebiete zur Errichtungen anderer Diözesen ab. 1995 wurde Bardstown in die Liste der Titularbistümer aufgenommen.
| Titularbischöfe von Bardstown |                         |                                              |                 |                 |
| Nr.                           | Name                    | Amt                                          | von             | bis             |
| 1                             | Charles Garrett Maloney | emeritierter Weihbischof in Louisville (USA) | 2. Februar 1995 | 30. April 2006  |
| 2                             | Daniel Edward Thomas    | Weihbischof in Philadelphia (USA)            | 8. Juni 2006    | 26. August 2014 |
| 3                             | James Massa             | Weihbischof in Brooklyn (USA)                | 19. Mai 2015    |                 |